# Darreh Labak
Darreh Labak (persiska: دَرِّه لَك, دره لبک) är en ort i Iran.   Den ligger i provinsen Kohgiluyeh och Buyer Ahmad, i den centrala delen av landet, 500 km söder om huvudstaden Teheran. Darreh Labak ligger 798 meter över havet och antalet invånare är 273.
Terrängen runt Darreh Labak är huvudsakligen platt, men åt sydväst är den kuperad. Runt Darreh Labak är det ganska glesbefolkat, med 47 invånare per kvadratkilometer. Närmaste större samhälle är Dehdasht, 3,2 km öster om Darreh Labak. Omgivningarna runt Darreh Labak är i huvudsak ett öppet busklandskap.